# Монпарнас
Монпарнас (фр. Montparnasse) је четврт Париза на левој обали Сене. 
Исто ово име носе и оближња железничка станица, гробље и торањ. 
У овој четврти се налази Пастеров институт. Под земљом се налазе Париске катакомбе.
Термин Монпарнас потиче из грчке митологије. Тамо је планина Парнас била дом за девет муза заштитница наука и уметности. Ово име су делу Париза дали студенти из 17. века који су овде рецитовали поезију. 
Почетком 20. века Монпарнас је био центар интелектуалног и уметничког света у Паризу који су углавном чинили сиромашни емигранти. Жан Кокто је једном духовито изјавио да је сиромаштво било луксуз у Монпарнасу. 
Међу уметницима који су се ту окупљали у боемској атмосфери били су: Пабло Пикасо, Гијом Аполинер, Ерик Сати, Марк Шагал, Фернан Леже, Макс Жакоб, Хаим Сутин, Амедео Модиљани, Езра Паунд, Макс Ернст, Марсел Дишан, Константин Бранкуши, Дијего Ривера, Алберто Ђакомети, Андре Бретон, Салвадор Дали, Хенри Милер, Семјуел Бекет, Ежен Јонеско, Хоан Миро, Ернест Хемингвеј и други. Ту су боравили и политички емигранти попут Владимира Лењина, Лава Троцког и Порфирија Дијаза. 

## Историја

### Уметничко средиште
У 18. веку, ученици су рецитовали песме у подножју вештачког брежуљка од камењара из катакомби, оближње мреже подземних галерија. Иронично, одлучили су да ову хумку крсте „Парнас“, названу по оној коју су славили грчки песници. Почетком 20. века, многи Бретонци протерани из свог региона због сиромаштва стигли су возом на станицу Монпарнас, срце округа, и настанили се у близини.  Монпарнас је постао познат 1920-их, назван les Années Folles (Луде године), а 1930-их као срце интелектуалног и уметничког живота у Паризу. Од 1910. до почетка Другог светског рата, уметнички кругови Париза мигрирали су на Монпарнас као алтернативу округу Монмартр који је био интелектуално легло претходне генерације уметника. Париз од Золе, Манеа, Француске, Дега, Фореа, група која се окупљала више на основу статусног афинитета него стварних уметничких укуса, препуштање префињености дендизма, било је на супротном крају економског, друштвеног и политичког спектра од уметника емигранта који су насељавали Монпарнас.
Сликари, вајари, писци, песници и композитори готово без новца су долазили из целог света да би напредовали у креативној атмосфери и за јефтине кирије у уметничким комунама. Живећи без текуће воде, у влажним, негрејаним „атељеима“, многи су своје радове продавали за неколико франака само да би купили храну. Жан Кокто је једном рекао да је сиромаштво луксуз на Монпарнасу. 